# Janina Chłodzińska
Janina Chłodzińska, coniugata Urbaniak (Łódź, 19 giugno 1936 – Varsavia, 19 settembre 2012), è stata una cestista polacca.

## Carriera
Con la Polonia ha disputato cinque edizioni dei Campionati europei (1956, 1958, 1960, 1962, 1964).